# Euryptera albosterna
Euryptera albosterna is een keversoort uit de familie van de boktorren (Cerambycidae). De wetenschappelijke naam van de soort werd voor het eerst geldig gepubliceerd in 1974 door Chemsak & Linsley.